# BNI per indbygger
BNI per indbygger er ligesom BNP per indbygger et mål af per-capita nationalindkomsten, som ofte anvendes ved sammenligning af forskellige landes velstand. Den beregnes på grundlag af bruttonationalindkomsten, et af de begreber, som indgår i nationalregnskabsligningen. 